# Sport-Club Freiburg 1989-1990
Questa voce raccoglie le informazioni riguardanti lo Sport-Club Freiburg nelle competizioni ufficiali della stagione 1989-1990.

## Stagione
Nella stagione 1989-1990 il Friburgo, allenato da Lorenz-Günther Köstner, Uwe Ehret e Bernd Hoss, concluse il campionato di 2. Bundesliga al 13º posto. In Coppa di Germania il Friburgo fu eliminato al secondo turno dal Karlsruhe.

## Rosa
| N. |                     | Ruolo | Calciatore         |
| -- | ------------------- | ----- | ------------------ |
|    | Germania (bandiera) | P     | Michael Haas       |
|    | Germania (bandiera) | P     | Klemens Hartenbach |
|    | Germania (bandiera) | P     | Günther Wienhold   |
|    | Polonia (bandiera)  | D     | Joachim Klemenz    |
|    | Germania (bandiera) | D     | Martin Krieg       |
|    | Germania (bandiera) | D     | Udo Lay            |
|    | Germania (bandiera) | D     | Rolf Maier         |
|    | Germania (bandiera) | D     | Reinhard Marsing   |
|    | Germania (bandiera) | D     | Oliver Schäfer     |
|    | Germania (bandiera) | C     | Roland Bernhard    |
|    | Germania (bandiera) | C     | Andreas Buck       |

| N. |                     | Ruolo | Calciatore        |
| -- | ------------------- | ----- | ----------------- |
|    | Germania (bandiera) | C     | Michael Pfahler   |
|    | Germania (bandiera) | C     | Karl-Heinz Schulz |
|    | Germania (bandiera) | C     | Thomas Schweizer  |
|    | Germania (bandiera) | C     | Martin Trieb      |
|    | Germania (bandiera) | C     | Andreas Zeyer     |
|    | Germania (bandiera) | C     | Michael Zeyer     |
|    | Germania (bandiera) | A     | Manfred Dum       |
|    | Germania (bandiera) | A     | Holger Janz       |
|    | Polonia (bandiera)  | A     | Marek Majka       |
|    | Italia (bandiera)   | A     | Francesco Mammana |
|    | Grecia (bandiera)   | A     | Dimitrios Moutas  |

## Organigramma societario
Area tecnica
- Allenatore: Bernd Hoss
- Allenatore in seconda:
- Preparatore dei portieri:
- Preparatori atletici:

## Calciomercato

### Sessione estiva
| Acquisti | Acquisti        | Acquisti      | Acquisti |
| R.       | Nome            | da            | Modalità |
| -------- | --------------- | ------------- | -------- |
| A        | Manfred Dum     | Saarbrücken   |          |
| A        | Holger Janz     | Freiburger    |          |
| D        | Joachim Klemenz | Górnik Zabrze |          |
| D        | Oliver Schäfer  | Freiburger    |          |
| C        | Andreas Zeyer   | Ulma          |          |
| C        | Michael Zeyer   | Ulma          |          |

| Cessioni | Cessioni       | Cessioni         | Cessioni |
| R.       | Nome           | a                | Modalità |
| -------- | -------------- | ---------------- | -------- |
| D        | Rainer Bartels | Oldenburg        |          |
| C        | Klaus Hermann  | MTV Ingolstadt   |          |
| A        | Heiko Herrlich | Bayer Leverkusen |          |
| D        | Alfons Higl    | Colonia          |          |
| C        | Mustafa Kurt   | Fenerbahçe       |          |
| A        | Joachim Löw    | Sciaffusa        |          |
| A        | Thomas Remark  | Martigny         |          |
| D        | Uwe Staib      | Lörrach          |          |
| A        | Franz Weber    | MTV Ingolstadt   |          |

### Sessione invernale
| Acquisti | Acquisti     | Acquisti         | Acquisti |
| R.       | Nome         | da               | Modalità |
| -------- | ------------ | ---------------- | -------- |
| C        | Martin Trieb | Waldhof Mannheim |          |

| Cessioni | Cessioni | Cessioni | Cessioni |
| R.       | Nome     | a        | Modalità |
| -------- | -------- | -------- | -------- |

## Risultati

### 2. Bundesliga

#### Girone di andata
| Arbitro: | Wittke |

|                        |           |                                     |
| Moutas 47’ Pfahler 90’ | Marcatori | 36’ Reichel 40’ Pfluger 81’ Niklaus |

| Arbitro: | Prengel |

|                                           |           |          |
| Brefort 17’ (rig.) Wilbois 40’ Holzer 63’ | Marcatori | 2’ Majka |

| Arbitro: | Domberg |

|                                |           |                                                    |
| Schäfer 21’ Hecking 52’ (rig.) | Marcatori | 15’, 74’ Majka 26’ Schweizer 81’ Janz 85’ Bernhard |

| Arbitro: | Ronig |

|                              |           |             |
| Schweizer 31’, 74’ Majka 53’ | Marcatori | 71’ Wollitz |

| Arbitro: | Kriegelstein |

|  |           |           |
|  | Marcatori | 90’ Zeyer |

| Arbitro: | Krug |

|          |           |  |
| Janz 77’ | Marcatori |  |

| Arbitro: | Weber |

|  |           |          |
|  | Marcatori | 87’ Janz |

| Arbitro: | Feistner |

|          |           |                                               |
| Janz 56’ | Marcatori | 27’, 90’ (rig.) Schlegel 42’ Gothe 87’ Yeboah |

| Arbitro: | Föckler |

|                                           |           |                                   |
| Tschiskale 22’, 45’, 83’ Maier 69’ (aut.) | Marcatori | 6’ Moutas 60’, 88’ Majka 90’ Janz |

| Arbitro: | Kasper |

|                                       |           |             |
| Majka 20’, 65’ Janz 78’ Schweizer 90’ | Marcatori | 84’ Brandts |

| Arbitro: | Berg |

|               |           |  |
| Halvorsen 25’ | Marcatori |  |

| Arbitro: | Werner |

|  |           |                          |
|  | Marcatori | 20’ Gäher 79’ Silberbach |

| Arbitro: | Merk |

|                   |           |                                |
| Lachmann 39’, 80’ | Marcatori | 12’ Schweizer 33’ (rig.) Majka |

| Arbitro: | Führer |

|                    |           |  |
| Janz 73’ Majka 90’ | Marcatori |  |

| Arbitro: | Aust |

|             |           |             |
| Schüler 14’ | Marcatori | 79’ Klemenz |

| Arbitro: | Holst |

|                        |           |                       |
| Schweizer 2’ Majka 30’ | Marcatori | 13’ Schmidt 16’ Kober |

| Hannover 11 novembre 1989, ore 15:00 CET 17ª giornata | Hannover 96 | 0 – 0 referto | Friburgo | Niedersachsenstadion (4 000 spett.)\| Arbitro: \| Gochermann \| |
| Arbitro:                                              | Gochermann  |               |          |                                                                 |

| Arbitro: | Albrecht |

|  |           |                             |
|  | Marcatori | 7’, 47’ Borodjuk 75’ Lyutiy |

| Meppen 18 novembre 1989, ore 15:00 CET 19ª giornata | Meppen  | 0 – 0 referto | Friburgo | Hindenburgstadion (4 000 spett.)\| Arbitro: \| Kentsch \| |
| Arbitro:                                            | Kentsch |               |          |                                                           |

#### Girone di ritorno
| Unterhaching 25 novembre 1989, ore 15:00 CET 20ª giornata | Unterhaching | 0 – 0 referto | Friburgo | Sportpark Unterhaching (700 spett.)\| Arbitro: \| Welz \| |
| Arbitro:                                                  | Welz         |               |          |                                                           |

| Arbitro: | Domberg |

|  |           |             |
|  | Marcatori | 13’ Dinauer |

| Arbitro: | Richmann |

|  |           |             |
|  | Marcatori | 33’ Paavola |

| Arbitro: | Blüthgen |

|                                    |           |           |
| Wollitz 12’ Glöde 55’ Neidhart 82’ | Marcatori | 77’ Zeyer |

| Arbitro: | Kasper |

|             |           |                         |
| Pfahler 70’ | Marcatori | 23’ Landgraf 69’ Helmig |

| Arbitro: | Aust |

|  |           |                               |
|  | Marcatori | 14’ Schweizer 24’, 89’ Moutas |

| Arbitro: | Correll |

|           |           |               |
| Trieb 32’ | Marcatori | 76’ Delzepich |

| Arbitro: | Weber |

|                          |           |                          |
| Krätzer 20’ Pförtner 42’ | Marcatori | 59’ Moutas 67’ Schweizer |

| Arbitro: | Birlenbach |

|                          |           |  |
| Schweizer 10’ Moutas 20’ | Marcatori |  |

| Arbitro: | Feistner |

|             |           |            |
| Brandts 50’ | Marcatori | 42’ Moutas |

| Arbitro: | Ronig |

|  |           |                        |
|  | Marcatori | 21’ Lünsmann 45’ Kruse |

| Münster 14 aprile 1990, ore 15:00 CEST 31ª giornata | Preußen Münster | 0 – 0 referto | Friburgo | Preußenstadion (1 500 spett.)\| Arbitro: \| Steinborn \| |
| Arbitro:                                            | Steinborn       |               |          |                                                          |

| Arbitro: | Gochermann |

|            |           |                 |
| Moutas 88’ | Marcatori | 5’, 82’ Blättel |

| Arbitro: | Diekert |

|                                 |           |            |
| Staudner 45’, 76’ Schneider 48’ | Marcatori | 43’ Moutas |

| Arbitro: | Birlenbach |

|                 |           |  |
| Moutas 45’, 52’ | Marcatori |  |

| Arbitro: | Wiesel |

|             |           |  |
| Tönnies 41’ | Marcatori |  |

| Arbitro: | Prengel |

|             |           |            |
| Pfahler 90’ | Marcatori | 32’ Heisig |

| Arbitro: | Barnick |

|                                       |           |          |
| Sendscheid 31’ Anderbrügge 86’ (rig.) | Marcatori | 36’ Janz |

| Arbitro: | Amerell |

|                                                                     |           |            |
| van der Pütten 28’ (aut.) Janz 40’, 44’, 71’ Schulz 75’, 90’ (rig.) | Marcatori | 50’ Thoben |

### Coppa di Germania
| Arbitro: | Engler |

|                 |           |                                            |
| Falkenstein 58’ | Marcatori | 81’ Schweizer 100’ (rig.) Moutas 117’ Janz |

| Arbitro: | Pauly |

|               |           |                           |
| Schweizer 46’ | Marcatori | 4’ Kreuzer 24’ Schütterle |

## Statistiche

### Statistiche di squadra
| Competizione      | Punti | In casa | In casa | In casa | In casa | In casa | In casa | In trasferta | In trasferta | In trasferta | In trasferta | In trasferta | In trasferta | Totale | Totale | Totale | Totale | Totale | Totale | DR |
| Competizione      | Punti | G       | V       | N       | P       | Gf      | Gs      | G            | V            | N            | P            | Gf           | Gs           | G      | V      | N      | P      | Gf     | Gs     | DR |
| ----------------- | ----- | ------- | ------- | ------- | ------- | ------- | ------- | ------------ | ------------ | ------------ | ------------ | ------------ | ------------ | ------ | ------ | ------ | ------ | ------ | ------ | -- |
| 2. Bundesliga     | 34    | 19      | 7       | 3       | 9       | 29      | 27      | 19           | 4            | 9            | 6            | 24           | 25           | 38     | 11     | 12     | 15     | 53     | 52     | +1 |
| Coppa di Germania | -     | 1       | 0       | 0       | 1       | 1       | 2       | 1            | 1            | 0            | 0            | 3            | 1            | 2      | 1      | 0      | 1      | 4      | 3      | +1 |
| Totale            | 34    | 20      | 7       | 3       | 10      | 30      | 29      | 20           | 5            | 9            | 6            | 27           | 26           | 40     | 12     | 12     | 16     | 57     | 55     | +2 |

### Andamento in campionato
| Giornata  | 1  | 2  | 3  | 4 | 5 | 6 | 7 | 8 | 9 | 10 | 11 | 12 | 13 | 14 | 15 | 16 | 17 | 18 | 19 | 20 | 21 | 22 | 23 | 24 | 25 | 26 | 27 | 28 | 29 | 30 | 31 | 32 | 33 | 34 | 35 | 36 | 37 | 38 |
| --------- | -- | -- | -- | - | - | - | - | - | - | -- | -- | -- | -- | -- | -- | -- | -- | -- | -- | -- | -- | -- | -- | -- | -- | -- | -- | -- | -- | -- | -- | -- | -- | -- | -- | -- | -- | -- |
| Luogo     | C  | T  | T  | C | T | C | T | C | T | C  | T  | C  | T  | C  | T  | C  | T  | C  | T  | T  | C  | C  | T  | C  | T  | C  | T  | C  | T  | C  | T  | C  | T  | C  | T  | C  | T  | C  |
| Risultato | P  | P  | V  | V | V | V | V | P | N | V  | P  | P  | N  | V  | N  | N  | N  | P  | N  | N  | P  | P  | P  | P  | V  | N  | N  | V  | N  | P  | N  | P  | P  | V  | P  | N  | P  | V  |
| Posizione | 14 | 19 | 12 | 8 | 7 | 6 | 5 | 8 | 8 | 5  | 5  | 7  | 6  | 6  | 6  | 6  | 6  | 7  | 7  | 9  | 9  | 10 | 11 | 13 | 12 | 11 | 11 | 10 | 10 | 12 | 12 | 13 | 13 | 13 | 14 | 13 | 14 | 13 |

Legenda:

Luogo: C = Casa; T = Trasferta. Risultato: V = Vittoria; N = Pareggio; P = Sconfitta.

### Statistiche dei giocatori
| Giocatore     | 2. Bundesliga | 2. Bundesliga | 2. Bundesliga | 2. Bundesliga | Coppa di Germania | Coppa di Germania | Coppa di Germania | Coppa di Germania | Totale   | Totale | Totale      | Totale     |
| Giocatore     | Presenze      | Reti          | Ammonizioni   | Espulsioni    | Presenze          | Reti              | Ammonizioni       | Espulsioni        | Presenze | Reti   | Ammonizioni | Espulsioni |
| ------------- | ------------- | ------------- | ------------- | ------------- | ----------------- | ----------------- | ----------------- | ----------------- | -------- | ------ | ----------- | ---------- |
| R. Bernhard   | 23            | 1             | 4             | 0             | 2                 | 0                 | 0                 | 0                 | 25       | 1      | 4           | 0          |
| A. Buck       | 28            | 0             | 0             | 0             | 2                 | 0                 | 0                 | 0                 | 30       | 0      | 0           | 0          |
| M. Dum        | 13            | 0             | 3             | 0             | 0                 | 0                 | 0                 | 0                 | 13       | 0      | 3           | 0          |
| M. Haas       | 31            | 0             | 0             | 0             | 1                 | 0                 | 0                 | 0                 | 32       | 0      | 0           | 0          |
| K. Hartenbach | 6             | 0             | 1             | 0             | 1                 | 0                 | 0                 | 0                 | 7        | 0      | 1           | 0          |
| H. Janz       | 27            | 11            | 1             | 0             | 2                 | 1                 | 0                 | 0                 | 29       | 12     | 1           | 0          |
| J. Klemenz    | 12            | 1             | 1             | 0             | 0                 | 0                 | 0                 | 0                 | 12       | 1      | 1           | 0          |
| M. Krieg      | 3             | 0             | 0             | 0             | 0                 | 0                 | 0                 | 0                 | 3        | 0      | 0           | 0          |
| U. Lay        | 19            | 0             | 2             | 0             | 0                 | 0                 | 0                 | 0                 | 19       | 0      | 2           | 0          |
| R. Maier      | 19            | 0             | 6             | 0             | 2                 | 0                 | 0                 | 0                 | 21       | 0      | 6           | 0          |
| M. Majka      | 24            | 11            | 3             | 0             | 2                 | 0                 | 0                 | 0                 | 26       | 11     | 3           | 0          |
| F. Mammana    | 2             | 0             | 0             | 0             | 1                 | 0                 | 0                 | 0                 | 3        | 0      | 0           | 0          |
| R. Marsing    | 25            | 0             | 3             | 0             | 1                 | 0                 | 1                 | 0                 | 26       | 0      | 4           | 0          |
| D. Moutas     | 35            | 11            | 4             | 0             | 2                 | 1                 | 0                 | 0                 | 37       | 12     | 4           | 0          |
| M. Pfahler    | 33            | 3             | 4             | 0             | 1                 | 0                 | 0                 | 0                 | 34       | 3      | 4           | 0          |
| K. Schulz     | 35            | 2             | 2             | 0             | 2                 | 0                 | 0                 | 0                 | 37       | 2      | 2           | 0          |
| T. Schweizer  | 37            | 9             | 6             | 0             | 2                 | 2                 | 0                 | 0                 | 39       | 11     | 6           | 0          |
| O. Schäfer    | 35            | 0             | 4             | 0             | 2                 | 0                 | 0                 | 0                 | 37       | 0      | 4           | 0          |
| M. Trieb      | 12            | 1             | 2             | 0             | 0                 | 0                 | 0                 | 0                 | 12       | 1      | 2           | 0          |
| G. Wienhold   | 1             | 0             | 0             | 0             | 0                 | 0                 | 0                 | 0                 | 1        | 0      | 0           | 0          |
| A. Zeyer      | 27            | 0             | 3             | 0             | 1                 | 0                 | 0                 | 0                 | 28       | 0      | 3           | 0          |
| M. Zeyer      | 34            | 2             | 2             | 0             | 2                 | 0                 | 0                 | 0                 | 36       | 2      | 2           | 0          |